# Expressway 300 (Südkorea)
Der Expressway 300  ist eine Schnellstraße in Südkorea. Die Autobahn bildet die südliche Umgehung der Millionenstadt Daejeon in der Mitte des Landes. Die Autobahn ist 21 Kilometer lang.

## Straßenbeschreibung
Die Autobahn beginnt westlich von Daejeon auf dem Expressway 251, die die Westumfahrung der Stadt bildet und läuft dann nach Süden zur Stadt Nonsan. Der Expressway 300 hat 2 × 2 Fahrspuren und verläuft in Richtung Osten. Die Autobahn verläuft etwas außerhalb der Stadt, durch Wald- und Berggebiet und dadurch hat die Straße mehrere Tunnel. Auf der südöstlichen Seite von Daejeon wird der Expressway 35 gekreuzt, der nach Jinju an der Südküste führt und in Richtung Osten führt der Expressway 300 zusammen mit dem Expressway 35 eine Doppel-Nummerierung weiter. An dem Expressway 1 endet die Autobahn an einem Autobahnkreuz.

## Geschichte
Im Dezember 1993 wurde mit dem Bau des Expressway 300 begann und wurde am 6. September 1999 für den Verkehr freigegeben, damals noch als Expressway 13. Am 25. August 2001 wurde der Expressway umnummeriert und führt heute ihren Nummer als Expressway 300, da die Ringautobahnen alle 100-Nummern, beginnend mit der ersten Ziffer der Postleitzahl der betreffenden Stadt, haben.

## Eröffnungsdaten der Autobahn
| von          | nach        | Länge | Datum    |
| ------------ | ----------- | ----- | -------- |
| Daejeon-West | Daejeon-Ost | 20 km | 6.9.1999 |

## Verkehrsaufkommen
Im Jahr 2008 wurden täglich rund 27.000 Fahrzeuge mit dem Expressway 300 gezählt.

## Ausbau der Fahrbahnen
| von          | nach        | Länge | Fahrspuren |
| ------------ | ----------- | ----- | ---------- |
| Daejeon-West | Daejeon-Ost | 20 km | 2 × 2      |